# تخارها
تُخار نام قومی هندواروپایی ساکن تُخارستان بود که در سدهٔ سوم پیش از میلاد در نواحی کوچا و تورفان در شمال شرقی سرزمینی که بعدها ترکستان شرقی یا ترکستان چین خوانده شد، به سر می‌بردند. مردمی قوی و نیرومند بودند و به یکی از زبان‌های وابسته به گروه زبانی هندواروپایی سخن می‌گفتند که به زبان تخاری معروف است. هرچند این زبان شرقی‌ترین زبان شناخته شدهٔ هندواروپایی است، اما از لحاظ بخش‌بندی ستم-کنتوم، به شاخهٔ غربی یا کنتوم تعلق دارد.

## پیشینه
تخارها از اقوام آریایی بودند که در سدهٔ سوم پیش از میلاد در نواحی کوچا و تورفان در شمال شرقی سرزمینی که بعدها ترکستان شرقی یا ترکستان چین خوانده شد، به سر می‌بردند.
در میانه‌های سدهٔ دوم پیش از میلاد تخارها بر اثر تهاجمات هون‌ها ناگزیر به نواحی غربی‌تر کوچ کردند. منابع چینی در شرح این رویداد از دو قوم یوئه‌چی و ووسون نام برده‌اند که از برابر هون‌ها گریخته، و به نواحی فرغانه رانده‌اند و اندکی پس از ۱۶۰ پ. م از سیحون (سیردریا) گذشتند و به قلمرو دولت یونانی باختر سرازیر شدند. و میان سال‌های ۱۴۰ تا ۱۳۰ پ.م. دولت یونانی باختر را برانداختند. استرابون از مردمی چادرنشین به نام «تخاروی (Tokharoi)» یاد کرده است که در این تهاجم شرکت داشته‌اند. با برافتادن دولت یونانی باختر، این قبایل بیابان‌گرد دولت کوشانیان را بنیاد نهادند و پس از آن، تاریخ تخاریان و زیستگاه جدیدشان، یعنی تخارستان با تاریخ این دولت درآمیخت.

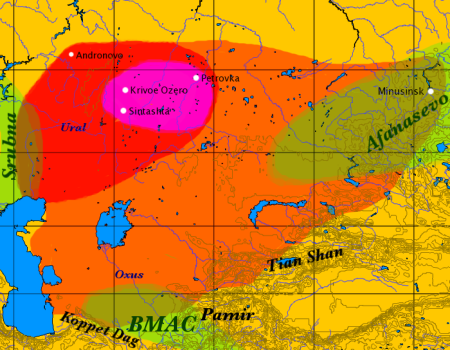
فرهنگ‌های باستانی شمال و غرب حوضه تاریم

با انقراض کوشانیان به دست شاپور اول ساسانی (۲۴۰–۲۷۰ میلادی) قلمرو آنان و از آن میان تخارستان بر قلمرو ساسانیان افزوده شد. بنابر سنگ‌نوشتهٔ شاپور اول ساسانی در کعبهٔ زرتشت، او حکومت تخارستان را به پسرش نرسی سپرد و پس از آن، این سرزمین را استانداران ساسانی ملقب به «کوشانشاه» اداره می‌کردند، تا آنکه در ۳۶۰ م. با تهاجمات گروهی از هون‌ها موسوم به هون‌های کیداری به نواحی شرقی شاهنشاهی ساسانیان، حکومت ایرانی کوشانشاهان برافتاد و این سرزمین به تصرف آن‌ها درآمد. اما دیری نپایید که در اواخر سدهٔ چهارم میلادی موج تازه‌ای از مهاجمان هون، معروف به هپتالی از جیحون گذشتند و کیداری‌ها را به نواحی جنوبی‌تر راندند و نخستین پادشاهی هپتالی را در تخارستان بنیاد نهادند که از تخارستان تا مرو را شامل می‌شد. تخارستان در دست هپتالیان باقی بود، تا آنکه در حدود سال ۵۵۸ م. خسرو اول انوشیروان با یاری خاقانات غربی ترک آنجا را تصرف کرد و هپتالیان را به اطاعت درآورد. اما چیرگی ساسانیان بر تخارستان چندان نپایید، زیرا با گذر ترکان غربی از جیحون و استقرار در نواحی جنوبی آن، تخارستان به دست آنان افتاد.
تخارستان در سال ۳۲ هجری قمری/۶۵۲ میلادی توسط سپاهیان عبدالله بن عامر بن کریز به جنگ و صلح گشوده، و بر قلمرو مسلمانان عرب افزوده شد. از سدهٔ نهم میلادی به بعد (پس از آمدن قوم ترک‌تبار اویغور در سدهٔ نهم میلادی) از قوم تُخار و زبان تخاری دیگر اثری پیدا نشده و گمان می‌رود این زبان با هجوم اقوام ترک به منطقه منقرض شده باشد.

## مومیایی‌شده‌های تکله‌ماکان
در اواخر دههٔ هشتاد میلادی، اجساد ۳۰۰۰-سالهٔ مومیایی‌شدهٔ چند تخاری که به خوبی سالم باقی مانده‌بودند در صحرای دورافتادهٔ تکله‌ماکان در چین کشف شد. آنان دارای موی سرخ-طلایی و ویژگی‌های اروپایی بودند و به نظر نمی‌رسید که نیاکان مردمان امروزی چینی باشند.

## ژنتیک
بر اساس پژوهش‌های صورت گرفته بر روی مومیایی‌ها یافت شده در صحرای تکله مان، هاپلوگروپ پدری میان تخارها به R1b و C2a تعلق داشت.
بر اساس پژوهش های مجله ژنتیکی (nature)  تبار عمده اسکلت های باستانی  دفن شده در سین کیانگ به فرهنگ های هندواروپایی زبان مانند فرهنگ گورچالی و فرهنگ آفاناسیو باز می گردد هم‌چنین نتایج حاکی اختلاط اندکی با تبار آسیای شرقی است